# Taggsvansvaran
Taggsvansvaranen (Varanus acanthurus) är en av de minsta varanarterna. 
Den blir 60–70 centimeter lång (med svans). Svansen är i tvärsnitt nästan rund och på svansens topp förekommer en kam. Flera fjäll på kammen och på svansens undersida är utformade som taggar.
Arten förekommer i norra Australien i norra delen av Western Australia, i Northern Territory och i östra Queensland. Kanske når den fram till de nordligaste områden av South Australia. Varanus acanthurus lever även på några australiska öar direkt norr om fastlandet. Denna varan vistas i torra landskap som kan vara täckta med gräs av släktet Spinifex eller den besöker klippiga regioner. Glest fördelade träd kan finnas.
Födan utgörs främst av insekter och av mindre ödlor. För förmågan att fortplanta sig behöver hanar vara 9 cm långa och honor 10 cm (utan svans). Nästan alla exemplar var könsmogna vid en längd av 12 (hanar) respektive 14 cm (honor). Äggen läggs vanligen vid slutet av den torra perioden mellan augusti och november. I naturen lägger honan 2 eller några fler ägg och i fångenskap upp till 18 ägg. Äggen väger cirka 4,5 g och de nykläckta ungarna är ungefär 1,5 cm långa. Honor lägger äggen ofta i en tunnel som kan vara 40 cm djup.
Taggsvansvaranen jagas av större rovlevande fåglar, däggdjur och kräldjur.
För beståndet är inga hot kända och hela populationen antas vara stabil. IUCN listar arten som livskraftig (LC).